# Wüllen
Wüllen is een plaats in de Duitse gemeente Ahaus en telt ongeveer 3500 inwoners. Het is sinds 1969 een Ortsteil van Ahaus.
De Sint-Andreaskerk in het dorp is zeer bezienswaardig.
Voor meer informatie zie Ahaus.

Wapen van de vroegere gemeente Wüllen

Ahaus · Alstätte · Graes · Ottenstein · Wessum · Wüllen